# Ullastrell
Ullastrell – gmina w Hiszpanii, w prowincji Barcelona, w Katalonii, o powierzchni 7,39 km². W 2014 roku gmina liczyła 2056 mieszkańców.